# Johan Greter
Johan Jacob Greter (Ámsterdam, 25 de octubre de 1900-Ede, 29 de enero de 1975) fue un jinete neerlandés que compitió en la modalidad de salto ecuestre. Participó en los Juegos Olímpicos de Berlín 1936, obteniendo una medalla de plata en la prueba por equipos.

## Palmarés internacional
| Juegos Olímpicos | Juegos Olímpicos  | Juegos Olímpicos | Juegos Olímpicos |
| Año              | Lugar             | Medalla          | Categoría        |
| ---------------- | ----------------- | ---------------- | ---------------- |
| 1936             | Berlín (Alemania) | Medalla de plata | Por equipos      |